# Malodapčevačke livade
Malodapčevačke livade este o arie protejată (sit de importanță comunitară — SCI) din Croația întinsă pe o suprafață de 18,28 ha, integral pe uscat.

## Localizare
Centrul sitului Malodapčevačke livade este situat la coordonatele 45°43′06″N 17°18′29″E / 45.718404°N 17.307939°E.

## Înființare
Situl Malodapčevačke livade a fost declarat sit de importanță comunitară în iulie 2013 pentru a proteja 1 specie de animale.

## Biodiversitate
Situată în ecoregiunea continentală, aria protejată nu include niciun habitat protejat.
La baza desemnării sitului se află o specie protejată de  nevertebrate: fluturele purpuriu (Lycaena dispar).